# Ruben Houkes
Ruben Houkes, né le 8 juin 1979 à Haarlem, est un judoka néerlandais évoluant dans la catégorie des moins de 60 kg (poids super-légers). Double médaillé européen en 2005 et 2006, le judoka est éliminé dès le premier tour du tournoi continental en 2007. Pourtant, quelques mois plus tard, Houkes conquiert le titre de champion du monde à Rio de Janeiro. Après quatre combats remportés par de courts avantages, il se qualifie pour la finale du tournoi au cours de laquelle il bat le Géorgien Nestor Khergiani, pourtant vice-champion olympique.

## Palmarès

### Jeux olympiques d'été
- Jeux olympiques de 2008 à Pékin (Chine) :
  -  Médaille de bronze en moins de 60 kg (poids super-légers).

### Championnats du monde
- Championnats du monde 2007 à Rio de Janeiro (Brésil) :
  -  Médaille d’or dans la catégorie des moins de 60 kg (poids super-légers).

### Championnats d’Europe
| Catégorie / Année                 | 2003 | 2004 | 2005 | 2006 | 2007 | 2008 |
| --------------------------------- | ---- | ---- | ---- | ---- | ---- | ---- |
| Moins de 60 kg poids super-légers | 7e   | 5e   | 3e   | 3e   | NC   | 2e   |

 NC = non classé 

## Divers
- Tournois :
  - 2 podiums au Tournoi de Paris (3e en 2002 et 2008).